# 高野聖 (小説)
『高野聖』（こうやひじり）は、泉鏡花の短編小説。当時28歳だった鏡花が作家としての地歩を築いた作品で、幻想小説の名作でもある。高野山の旅僧が旅の途中で道連れとなった若者に、自分がかつて体験した不思議な怪奇譚を聞かせる物語。難儀な蛇と山蛭の山路を抜け、妖艶な美女の住む孤家にたどり着いた僧侶の体験した超現実的な幽玄世界が、鏡花独特の語彙豊かで視覚的な、体言止めを駆使したリズム感のある文体で綴られている。
1900年（明治33年）2月1日、春陽堂書店の文芸雑誌『新小説』第5年第3巻に掲載された。翻訳版はSteven W. Kohl.の訳（英題：The Saint of Mt. Koya）でなされている。
泉鏡花は、『高野聖』に登場する女妖怪を、中国小説『三娘子』から着想し、さらに、飛騨天生峠の孤家に宿泊した友人の体験談と合せて、物語の空想をふくらませていったという。

## あらすじ
若狭へ帰省する旅の車中で「私」は一人の中年の旅僧に出会い、越前から永平寺を訪ねる途中に敦賀に一泊するという旅僧と同行することとなった。旅僧の馴染みの宿に同宿した「私」は、夜の床で旅僧から不思議な怪奇譚を聞く。それはまだ旅僧（宗朝）が若い頃、行脚のため飛騨の山越えをしたときの体験談だった。……
若い修行僧の宗朝は、信州・松本へ向う飛騨天生峠で、先を追い越した富山の薬売りの男が危険な旧道へ進んでいったため、これを追った。怖ろしい蛇に出くわし、気味悪い山蛭の降ってくる森をなんとか切り抜けた宗朝は、馬の嘶きのする方角へ向い、妖しい美女の住む孤家へたどり着いた。その家には女の亭主だという白痴の肥った少年もいた。宗朝は傷ついて汚れた体を、親切な女に川で洗い流して癒してもらうが、女もいつの間にか全裸になっていた。猿やこうもりが女にまとわりつきつつ二人が家に戻ると、留守番をしていた馬引きの親仁（おやじ）が、変らずに戻ってきた宗朝を不思議そうに見た。その夜、ぐるりと家の周りで鳥獣の鳴き騒ぐ声を宗朝は寝床で聞き、一心不乱に陀羅尼経を呪した。
翌朝、女の家を発ち、宗朝は里へ向いながらも美しい女のことが忘れられず、僧侶の身を捨て女と共に暮らすことを考え、引き返そうとしていた。そこへ馬を売った帰りの親仁と出くわし、女の秘密を聞かされる。親仁が今売ってきた昨日の馬は、女の魔力で馬の姿に変えられた助平な富山の薬売りだった。女には、肉体関係を持った男たちを、息を吹きかけ獣の姿に変える妖力があるという。宗朝はそれを聞くと、魂が身に戻り、踵を返しあわてて里へ駆け下りていった。

## 登場人物
〈現在部（季節は冬）〉
私
若者。若狭へ帰省する汽車の途中、名古屋で買った駅弁の五目寿司の下等さに、そそっかしく絶叫する。同じ弁当を買った旅僧は、見知らぬ私を見て笑い出す。それを機に旅僧と旅の同行となり、敦賀の旅籠宿で旅僧から不思議な話を寝物語に聞く。寝つきが悪い性質。
旅僧（宗朝）
45、6歳。高野山に籍を置く僧侶。宗門名誉の説教師で、六明寺の「宗朝」という大和尚。あまり仰向けになったことがなく、傲然として物を見ない人物。
香取屋の夫婦
敦賀の旅籠宿の夫婦。旅僧と顔馴染み。
〈回想部（季節は夏）〉
宗朝
20歳くらい。修行僧。行脚のため飛騨の山越え途中で、怪奇な体験をする。
麓の茶店の女
小流の水が井戸水か川水かを、宗朝が訊ねた茶店員。悪い病が流行っていたため、その村から流れた水がどうかを確かめた。
富山の薬売り
若い男。麓の茶屋で宗朝と居合わせる。ねじねじした厭な性格で人をなめている。宗朝をからかってあざ笑う。いい身なりで時計などを帯に挟み、一見、克明で分別ありそうな顔しているが、宿屋などで浴衣に変ると、焼酎を飲みながら旅館の女の膝へ脛を乗せたりする下種な輩。
百姓
二股道のところで、宗朝が松本への道を聞いた百姓。近道の旧道は行ってはいけないと親切に教える。
女
29、30歳くらい。小造りの美しい色気のある女。声も清々しく優しい。元は医者の娘。霊力があり、16、7歳から手を当て患者を癒やしていた。13年前の洪水で村が全滅し、患者だった11歳の白痴の子の家で生き残る。
白痴の少年（次郎）
24歳。出っ腹で肥っている。女の亭主。元は、女の実家（医者）に脚の腫物を治しに来た患者だった。そのとき看病した女に懐いて離れなくなり、退院の時、女が次郎を家まで送った。その滞在中に村に洪水が起こり、村で生き残ったのは女と次郎と、女のお供をしていた親仁だけとなった。
親仁
馬引きのおやじ。女の家の留守番をする。馬（富山の薬売りの男）を売りに馬市へ行く。元は女の実家の医者の使用人。女を「嬢様」と呼ぶ。

## 作品評価・解釈
『高野聖』は、泉鏡花の代表作というだけでなく、その語りの味わいや独特の文体で、妖怪世界がより効果的に表現され、日本文学史的にも、怪奇小説、幻想小説の名作として評価されている。
笠原伸夫は、「三層の異質の時間」が「入れ子型構造」をとりながら組み立てられている『高野聖』の構造を、「語りのなかに別の語りが嵌め込まれ、その別の語りのなかにさらに別の語りが参入する」と説明し、その構造により、「想像力の自己増殖とでもいうのか、奇異妖変の気配は内側へ行けばゆくほど濃密になる」と解説している。山田有策は、その鏡花の「〈語りの〉枠組」が、「必ずしも整然としたスタティックな形をとっていず、絶えず融化し流動する点にこそ鏡花文学の〈語り〉の最大の魅力があるとみてよい」と評している。
『高野聖』を、「鏡花の想念がみごとに落ちこぼれなく凝縮した短篇」、「軽佻を脱して成熟」した文体だと評する三島由紀夫は、この作品の構成が、「能のワキ僧を思はせる旅僧」が物語るという伝統的話法の枠組みにより、「幻想世界」と「現実」との間に「額縁がきちんとはめられる」ことで、読者が徐々に「天外境」に導かれ、その世界への共感がしやすくなる構造に、成功の一因があると解説している。また主題の成功要素に関しては、「ヨーロッパの『洞窟の女王』風な、不老不死の魔性の美女の、悪にかがやく肉の美しさと、わが草双紙風な、みにくい白痴の良人とのコントラストが、人々にすでに親しまれる要素を秘めてゐたといへるであらう」とし、山蛭の森の場面の描写については、その「写実的手法のみごとさ」が、後段の「超現実的な場面を成立たせる大切な要素」になっていると解説している。
また〈優しいなかに強みのある…（後略）〉という一文に言い表されている「鏡花の永遠の女性」像が具現化し、それが、「手を触れただけで人を癒やす聖母的な存在が、その神聖な治癒力の自然な延長上に、今度は息を吹きかけるだけで人を獣に変へる魔的な力の持主になり、しかも一方では、白痴の良人に対する邪慳ともやさしさともつかぬ母性愛的愛情を残してゐる」女になっていることに三島は触れ、鏡花にはそういった「〈薄紅ゐの汗〉したたりさうな無上の肉体の美をそなへた女」に、「生命と人間性の危険を孕んだ愛し方で愛してもらひ、しかも自分だけの特権として、格別の恩寵によつて、命を救はれて帰還したい」願望があるとし、その裡にある「特権意識」こそ、鏡花の「詩人的確信」ではないかと考察している。
そしてその特権は、「努力や戦いの成果」でなく、「清らかで魔的な美女が自分にだけ向けてくれた例外的なやさしさのおかげ」で助かるという「愛」で「堕罪を免れる」ことであると三島は解説し、以下のように論考している。
吉田精一は、『高野聖』の舞台である飛騨天生峠の、「蒼空にも雨が降るという飛騨越えの難所、蛇や蛭の棲む山道」は、「人生行路の苦難」を意味し、旅僧があえてその道を選ぶのは、「ブルジョア的卑俗、功利の化身のような富山の売薬を憎んだため」だと解釈しつつ、そこに「この時代にブルジョアのモラルに面を反ける者のたどらねばならぬ宿命が暗示される」とし、以下のように解説している。
そして、そういった分析の「概念的な影」は、物語を堪能している間には感じさせない『高野聖』の、「月光に輝やく」谷川の風景や妖艶な「裸体の美女」など、「ドイツの浪漫派の情景」を思わせる「神秘幽怪な書き割りの中」で、鏡花は「デモーニッシュな感情の奔騰に身を任せ」ていると吉田は解説しながら、「蛭の林や、滝の水沫や、〈動〉を写して神技に近い作者の筆致には、妖魔を実感し、神秘に生き切った作者の体験の裏打ち」があるとし、上田秋成の『雨月物語』と並び、日本文学史上、「絶えて無くして稀にある名作」だと評している。
河野多恵子は、以下のように述べている。
塩田良平は、「作者の神秘主義への強烈な信仰、ある種のアニミズムが虚実をのりこえて、有無をいわせず読者を引きずって行くところに、作品の魅力がある」とし、以下のように解説している。

## 映画化

### 1957年版
- 『白夜の妖女』（日活） 88分。カラー作品。
  - 1957年（昭和32年）8月13日公開。

#### キャスト
- 女：月丘夢路
- 宗朝：葉山良二
- 老宗朝：滝沢修
- 薬賣り：河野秋武
- 旅の男：植村謙二郎
- 與平次：浜村純
- 農夫：西村晃
- 中年の僧：高野誠二郎
- 若い僧：中原啓七
- 宗然：須藤孝
- 白藤屋敷の男：冬木京三
- 〃　　　：鴨田喜由
- 〃　　　：河合健二
- 〃　　　：美川洋一郎
- 〃　　　：加原武門
- 山の娘：木室郁子
- 白痴（女の夫）：小林正
- 白髪の翁：大矢市次郎

#### スタッフ
- 監督：滝沢英輔
- 製作：高木雅行
- 脚本：八住利雄
- 撮影：横山實
- 音楽：牧野由多可
- 美術：松山崇
- 録音：神谷正和
- 照明：藤林甲
- 編集：辻井正則
- 助監督：蔵原惟繕
- 製作主任：森山幸晴
- 振付：花柳寿郎

### 1983年版
- 『高野聖』（日活）
  - 1983年（昭和58年）制作。（日本未公開）
  - 監督・脚本：武智鉄二。
  - 出演：後醍醐華子、きたばやしけん、殿山泰司
  - ※ 海外輸出向けのポルノ映画。

### 2012年版
- シネマ歌舞伎『高野聖』（松竹） 89分。
  - 2012年（平成24年）3月17日封切。
  - 演出：坂東玉三郎、石川耕士。
  - 出演：坂東玉三郎（女）、中村獅童（宗朝）、中村歌六（親仁）、ほか

## 戯曲化
- 『高野聖』
  - 1904年（明治37年）9月 本郷座 新派合同公演
  - 脚本：泉鏡花
  - 初演

- 歌舞伎（代表的な上演）
  - 『高野聖』
    - 1954年（昭和29年）6月 大阪歌舞伎座［千日前］六月興行大歌舞伎
    - 原作：泉鏡花、作曲：福田蘭童、脚色：吉井勇、演出：久保田万太郎
    - 出演：六代目坂東蓑助（僧 宗朝）、二代目中村扇雀（女房雪路）、八代目澤村訥子（老爺雁兵衛）ほか
    - 歌舞伎における初上演

  - 『高野聖』
    - 2008年（平成20年）7月 歌舞伎座 歌舞伎座百二十年 七月大歌舞伎
    - 補綴・演出：坂東玉三郎、石川耕士
    - 出演：坂東玉三郎（女）、市川海老蔵（宗朝）、中村歌六（親仁）、ほか
    - ※ 『夜叉ヶ池』と併演。

  - 『高野聖』
    - 2011年（平成23年）2月 博多座 坂東玉三郎特別公演
    - 補綴・演出：坂東玉三郎、石川耕士
    - 出演：坂東玉三郎（女）、中村獅童（宗朝）、中村歌六（親仁）、ほか
    - 公演の内容がのちに前述の「シネマ歌舞伎」として翌2012年劇場公開。

- 演劇倶楽部『座』詠み芝居　『高野聖』
  - 2010年6月10日あわぎんホール（徳島県郷土文化会館）、6月11日広島市南区民文化センターホール
  - 構成・演出：壤晴彦

## テレビドラマ化
- テレビ劇場『高野聖』（NTV）
  - 1960年（昭和35年）4月15日、4月22日（全2回）金曜日 22:00 - 22:30
  - 出演：安井昌二、井川邦子
- 日本名作怪談劇場（第13話・最終話）『怪談 高野聖 白夜に浮かぶ魔性の女』（テレビ東京）
  - 1979年（昭和54年）9月12日 水曜日 21:00 - 21:54
  - 脚本：村尾昭。演出・監督：西山正輝。プロデューサー：金子和一郎。音楽：牧野由多可。
  - 出演：市川左團次、田中真理、山岡徹也、近藤準、山本一郎、須藤健
  - ※ 1992年（平成4年）8月24日に「月曜・女のサスペンス」（21:00 - 21:54）枠で再放送された。
- 青春アニメ『高野聖～妖怪のすむ家～』（NTV）
  - 1986年（昭和61年）8月8日 金曜日 19:00 - 19:30
  - 脚本：山田正弘。演出：近藤英輔。総監督：黒川文男。キャラクター監修：森康二。キャラクターデザイン・作画監督：小川博司。エンディングイラスト：林静一。音楽：坂田晃一。製作：本橋浩一。
  - 声の出演：田中秀幸、宮内幸平、上田敏也、峰恵研、真野響子。語り部：木内みどり。
  - 主題歌：ダ・カーポ「青春は舟」「ため息」（作詞：なかにし礼。作曲：坂田晃一。編曲：島津秀雄）
  - ※ 新潮社「アニメ文学館」（全15巻中、第2巻 小泉八雲『怪談』と合わせ）でビデオ（VHS、DVD）発売。
- 『乃木坂浪漫』（テレビ東京）
  - 2012年（平成24年）4月26日
  - 出演：松村沙友理（乃木坂46）
  - ※ 朗読番組。

## おもな刊行本
- 文庫版『歌行燈・高野聖』（新潮文庫、1950年8月30日。改版2003年ほか）
  - カバー装画：遠藤亨。巻末解説：吉田精一。
  - 収録作品：高野聖、女客、国貞えがく、売色鴨南蛮、歌行燈
- 文庫版『高野聖』（集英社文庫、1992年12月15日）
  - カバー装画：天野喜孝。解説：山田有策。鑑賞：奥田瑛二。年譜。
  - 収録作品：外科室、星あかり、海の使者、高野聖、眉かくしの霊
- 文庫版『高野聖』（角川文庫、1971年4月20日。改版1977年、1992年、1999年、2013年）
  - カバー装画：栃折久美子。解説：村松定孝「泉鏡花――人と作品」
  - ※ 1999年改版より、カバー装画：尾崎由紀。新版解説：五味渕典嗣
  - 収録作品：義血侠血、夜行巡査、外科室、高野聖、眉かくしの霊
- 文庫版『高野聖・眉かくしの霊』（岩波文庫、1957年。改版1992年。改訂新版2023年）
  - 解説：吉田精一。新版解説：多田蔵人
  - 収録作品：高野聖、眉かくしの霊

## 漫画化
- 新装版文芸まんがシリーズ『泉鏡花 高野聖』（ぎょうせい、2010年4月13日）
  - 絵：田辺節雄、菅野昭正。
- ホーム社 MANGA BUNGOシリーズ『高野聖』（ホーム社、2010年8月10日）
  - 画：杲栄順。